# Sundsjötjärnen
Sundsjötjärnen är en sjö i Ljusdals kommun i Hälsingland och ingår i Dalälvens huvudavrinningsområde. Sundsjötjärnen ligger i Stora Sundsjöberget Natura 2000-område.